# 旭苹果
旭苹果（英語：或）是一种原产自加拿大安大略省的苹果栽培品种，以其发现者约翰·麦金托什的名字命名。
旭苹果果皮呈红色与绿色，带有酸味，果肉呈白色、肉质较细。通常于九月份成熟。传统上它是加拿大东部和美国新英格兰地区最常见的苹果品种。
苹果公司的麦金塔电脑（Macintosh）的名称即来自于旭苹果。